# Пентмяяха (приток Лимбяяхи)
Пентмяяха — река в России, протекает по территории Ямало-Ненецкого автономного округа. Устье реки находится на 118-м км правого берега реки Лимбяяха. Длина реки составляет 17 км.

## Данные водного реестра
По данным государственного водного реестра России относится к Нижнеобскому бассейновому округу, водохозяйственный участок реки — Таз. Речной бассейн реки — Таз.